# Boing (Francia)
Boing è stato un canale televisivo tematico a pagamento francese di proprietà della Warner Bros. Discovery, versione locale dell'omonima rete italiana.

## Storia
Il 3 aprile 2010 è stato lanciato un blocco di programmazione denominato Boing su Gulli (rete televisiva francese). Trasmetteva cartoni animati da Cartoon Network ogni mercoledì, sabato e domenica fino al 2011.
Boing è stato lanciato come canale TV da Turner Broadcasting System in Francia l'8 aprile 2010 alle 17:00 sul canale 131 di Orange TV e sul canale 111 di Free.
Il canale ripropone vecchi programmi Cartoon Network come Le Superchicche, Juniper Lee, Il laboratorio di Dexter e Leone il cane fifone.
Boing arriva il 18 agosto 2011 su Numericable e il 15 settembre 2011 su CanalSat. Prima era trasmesso solo su operatori ADSL. In occasione Boing adotta un nuovo logo il 10 settembre e trasmette nuovi programmi.
Il canale ha trasmesso Cartoonito, un blocco di programmazione per bambini in età prescolare, dal 5 settembre 2011 al 5 luglio 2013.
Dall'autunno 2014, quello che è il terzo logo di Boing inizia ad apparire nei manifesti, con lo slogan "La télé 100% récré" (TV ricreativa al 100%). Col tempo appare sempre di più (sul sito web, jingles...) e il 4 maggio 2015 il canale passa al formato 16:9 e adotta definitivamente il nuovo logo, che si differenzia dal precedente per essere più lucido e senza slogan. Da quel giorno Bo e Bobo diventano le uniche mascotte del canale, mentre tutte le altre scompaiono. La sua programmazione viene aggiornata, sostituendo la serie dei primi anni zero con le serie più recenti.
L'11 maggio 2016 vengono aggiornati nuovamente logo e grafiche, adattandosi al restyling effettuato in nella sua versione italiana il 7 marzo e in Spagna il 29 marzo. Inoltre ritornano parte delle vecchie mascotte ma con un nuovo look.
Da settembre 2019, il palinsesto di Boing viene modificato e adatto alle famiglie, con due film trasmessi ogni giorno.
Il 5 aprile 2021 rinnova logo e grafica, uniformandosi alla versione italiana e spagnola.
Il 10 gennaio 2023, a causa di un mancato accordo tra Warner Bros. Discovery France e il gruppo Canal+, il canale è stato ritirato dalle offerte di quest'ultima piattaforma.
Il 3 aprile 2023 il canale è stato sostituito da Cartoonito, il cui arrivo era già stato annunciato il 2 febbraio dello stesso anno.

## Blocchi

### Cartoonito
Il canale ha anche trasmesso Cartoonito, un blocco di programmazione per bambini in età prescolare, dal 5 settembre 2011 al 5 luglio 2013.

## Programmi

### Serie in onda prima della chiusura[7]
- Be Cool, Scooby-Doo!
- Le nuove avventure di Scooby-Doo
- Ninjago: Masters of Spinjitzu
- Power Players
- Rabbids: Invasion
- Scooby-Doo! Mystery Incorporated
- Totally Spies
- Trolls: TrollsTopia
- Vita da giungla: alla riscossa!

### Serie precedentemente in onda
- Banane in pigiama
- Barbie
- Lazy Town (di notte)
- Camp Lazlo
- Il gatto di Frankenstein
- Commandant Clark
- Corneil e Bernie
- Leone il cane fifone (di notte)
- Il mondo di Patty
- Doraemon
- Dragons
- Pippi Calzelunghe
- Flor - Speciale come te
- Gli amici immaginari di casa Foster (di notte)
- Jimmy Jimmy
- Storm Hawks
- Gerald McBoing-Boing
- Hi Hi Puffy AmiYumi
- Jelly Jamm
- Johnny Bravo (di notte)
- Johnny Test
- Juniper Lee
- Justice League
- Il laboratorio di Dexter
- Le Zapping malin
- Luna Petunia
- Le Superchicche
- PPG Z - Superchicche alla riscossa
- I favolosi Tiny
- Space Goofs - Vicini troppo vicini
- Mia and Me
- Nome in codice: Kommando Nuovi Diavoli
- Young Justice
- Cuccioli cerca amici - Nel regno di Pocketville
- Le nuove avventure di Scooby-Doo
- Johnny Test
- Ratti matti
- Robotboy (di notte)
- Samurai Jack
- Tazmania
- Xiaolin Showdown
- Mia and Me
- Arthur
- Animaniacs
- Lo straordinario mondo di Gumball
- Yo-kai Watch

## Loghi

8 aprile 2010 - 10 settembre 2011
10 settembre 2011 - 4 maggio 2015
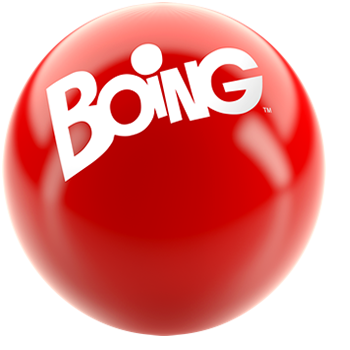
4 maggio 2015 - 11 maggio 2016
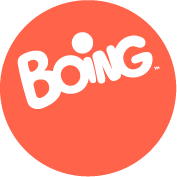
11 maggio 2016 - 5 aprile 2021
5 aprile 2021 - 3 aprile 2023